# Direitos LGBT na Espanha
Os direitos de lésbicas, gays, bissexuais e transgêneros (LGBT) na Espanha passaram por várias mudanças significativas nas últimas décadas e se tornaram alguns dos mais avançados do mundo. Na década de 2020, a Espanha é considerada um dos países mais culturalmente liberais e LGBT do mundo. 
A principal influência histórica foi a ideologia cristã, que caracterizou a sexualidade como um acto exclusivamente destinado a procriação, pelo que todas as outras actividades sexuais eram vistas como pecaminosas e contrárias a Deus. Chegou-se ao ponto de identificar a sodomia como traição ao Estado e a castigá-la com morte na fogueira. O ponto de inflexão deu-se durante o período denominado Iluminismo, em que as liberdades individuais começaram a ser reconhecidas e valorizadas, e culminou com a eliminação em 1822 da sodomia do Código Penal Espanhol. A partir daqui começou o percurso lento e difícil para a aceitação da homossexualidade, que foi interrompido pela Guerra Civil Espanhola e pela ditadura franquista, que introduziu uma feroz repressão aos chamados violetas. Hoje, após o final da ditadura, a homofobia continua a ser uma força poderosa na sociedade espanhola, embora a progressão no sentido de garantia de direitos civis tenha tido um forte impulso.
Actualmente, a Espanha é um dos países do mundo que permitem o casamento entre pessoas do mesmo sexo e tem uma das legislações mais progressistas sobre temas que afectam a comunidade LGBT, como a adopção ou a alteração de sexo legal, sem necessidade de operações de reassignação. A cultura LGBT espanhola atravessou fronteiras com filmes de realizadores como Pedro Almodóvar e acontecimentos como o Europride 2007 celebrado em Madrid. A aceitação da homossexualidade chegou até algumas partes da sociedade em que anteriormente era negada: o Exército Espanhol, a Guardia Civil, a magistratura, o sacerdócio, se bem que noutros sectores, como o futebol, continua a reinar a rejeição.

## Os romanos

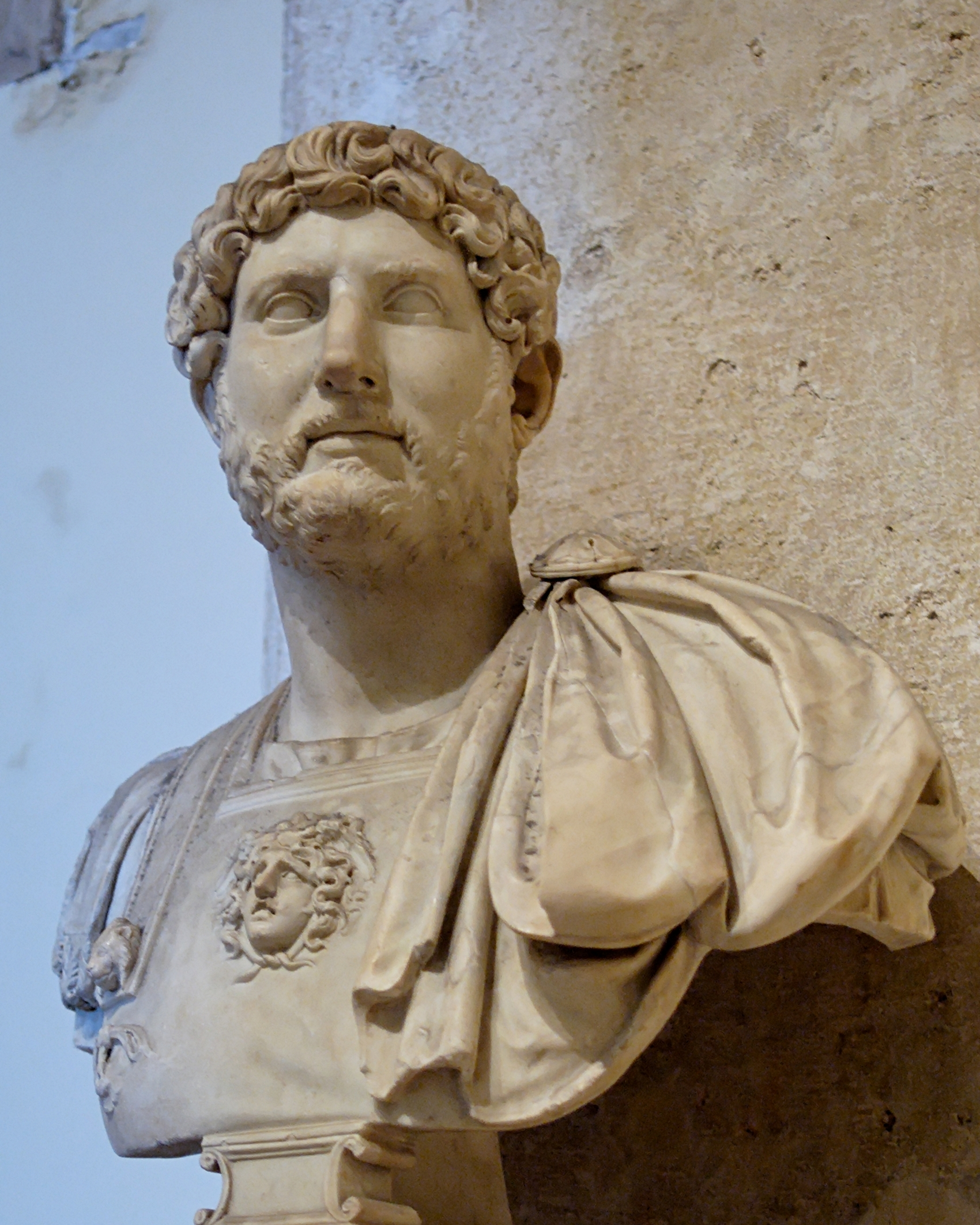
Busto de mármore de Adriano, do século II, amante de Antínoo. Hoje no Palazzo dei Conservatori.

Os romanos trouxeram, juntamente com os outros elementos da sua cultura, a sua moralidade sexual. Na sexualidade romana era mais importante o estatuto da pessoa, pelo que os cidadãos podiam, indiferentemente penetrar jovens escravos, eunucos, prostitutos ou escravas, concubinas e prostitutas. Pelo contrário, não era aceitável que nenhum cidadão de respeito praticasse sexo com outro cidadão, nem deixasse que outro homem o penetrasse, independentemente da idade ou estatuto. A distinção entre o homossexual activo (que podia ter sexo com mulheres e com homens) e o passivo era marcada, sendo o último visto como servil e efeminado. Esta moralidade foi utilizada, por exemplo, contra Júlio César, cujos supostos devaneios de juventude com o rei da Bitínia, mais velho e seu superior, corriam pelas bocas de toda Roma. Em geral, em Roma dominava uma forma de pederastia muito semelhante à praticada pelos gregos.
O lesbianismo também era conhecido na Roma Antiga, tanto na sua forma sáfica, ou seja, entre mulheres "femininas" que apreciavam sexo com adolescentes —uma espécie de pederastia feminina—, como na forma tribadista, em que mulheres "masculinas" apreciavam ocupações tipicamente masculinas como a luta, a caça e, também, sexo com outras mulheres.
Marco Valério Marcial, um grande poeta e homem de letras nascido na Ibéria (nasceu e cresceu em Bílbilis (próximo da actual Calatayud), mas viveu a maior parte da sua vida em Roma. A poesia de Marcial era rica em epigramas, onde descreveu, narrando numa primeira pessoa fictícia, penetração anal, vaginal e felação tanto com homens como mulheres.
Outro exemplo é Adriano, um dos imperadores romanos (de 117 a 138) nascidos na Hispânia, mais concretamente em Itálica (actual Santiponce). Teve um famoso amante, Antínoo, a quem, após a sua morte acidental no Nilo, elevou ao estatuto de Deus e em cuja honra construiu a cidade de Antinópolis no Egito, bem como inúmeros templos e santuários espalhados por todo o Império.

### A chegada do cristianismo
A moralidade romana já tinha mudado no século IV, quando Amiano Marcelino critica amargamente os costumes sexuais dos taifalos, uma tribo bárbara que habitava entre os Cárpatos e o Mar Negro, que incluíam a pederastia ao estilo grego. Em 342 DC os imperadores Constantino II e Constâncio II introduziram legislação que castigava a homossexualidade passiva, possivelmente com a castração. Estas leis que foram ampliadas em 390 DC por Teodósio I que condena à fogueira todos os homossexuais passivos que se prostituíam em bordéis. Em 438 DC esta lei passou a abranger todos os homossexuais passivos e em 533 DC Justiniano I passou a castigar todos os actos homossexuais com a castração e a fogueira, lei que ficou ainda mais dura a partir de 559 DC.
Podemos atribuir esta mudança de atitude a três causas principais. Procópio de Cesareia, historiador da corte de Justiniano, considerou que as leis eram politicamente motivadas, já que permitiam a Justiniano eliminar inimigos políticos e apropriar-se dos seus bens, embora não tenham sido muito eficazes na redução da homossexualidade entre as gentes vulgares. A segunda causa, e provavelmente a de maior peso, seria a expansão do cristianismo na sociedade romana, que cada vez aceitava mais o paradigma cristão de que o sexo deve servir exclusivamente para reprodução. Colin Spencer, no seu livro Homosexuality. A history, apresenta a possibilidade de que um certo sentido de autoprotecção da sociedade romana após alguma epidemia (como a peste, por exemplo) teria aumentado a pressão reprodutiva sobre os indivíduos. Este fenómeno está associado à expansão do estoicismo no Império.
Até ao ano 313 não houve no cristianismo doutrina generalizada sobre a homossexualidade, embora São Paulo já tivesse criticado a homossexualidade como contra-natura: "E do mesmo modo também os homens, deixando o uso natural das mulheres, se incendiaram nas suas concupiscências uns com os outros, cometendo coisas nefandas homens com homens, e recebendo em si próprios a recompensa que convinha ao seu extravio."  (em castelhano) Biblia Reina-Valera 1602: 45.Romanos: 1
Pouco a pouco os Pais da Igreja foram criando um corpo literário em que se condenava a homossexualidade, e o sexo em geral, de forma enérgica, lutando contra a prática comum na sociedade da época, incluindo a da primitiva Igreja. Por outro lado, identificou-se a homossexualidade como heresia desde muito cedo, não só por associação com costumes pagãos, mas também porque os rituais de algumas seitas gnósticas ou do maniqueísmo incluíam, de acordo com Santo Agostinho, ritos homossexuais.